# زبان‌شناسی لاوندر
زبان‌شناسی لاوندر (به انگلیسی: Lavender linguistics)، عبارتی بود که برای اولین بار توسط زبان‌شناسی به نام ویلیام لپ، به منظور مطالعهٔ شیوهٔ سخن گفتن رایج در میان افراد ال‌جی‌بی‌تی مورد استفاده قرار گرفت. رنگ ارغوانی (اسطوخودوسی/lavender) رنگی بوده‌ است که همواره منتسب به جوامع ال‌جی‌بی‌تی بوده‌ است. عبارت‌های همچون زبان لاوندر، زبان ال‌جی‌بی‌تی، همه به یک مفهوم هستند و به زبان مورد استفاده و رایج در میان افراد ال‌جی‌بی‌تی اشاره دارند. در این مطلب منظور از «زبان» هرگونه فرم نوشتاری یا کلامی است که شامل الگوی گفتاری، تلفظ و استفاده از واژه‌های خاص نیز خواهد شد.

## ظهور حوزهٔ زبان‌شناسی لاوندر
مطالعات قبلی در حوزهٔ زبان‌شناسی لاوندر، تحت عنوان «واژگان لاوندر» توسط افرادی همچون گرشون لگمن در سال ۱۹۴۱ جریان داشت. در سال ۱۹۹۵ ویلیام لیپ که فعالیت‌های وی در حوزهٔ مطالعات فرهنگی جوامع ال‌جی‌بی‌تی، نظریهٔ فرهنگ و زبان‌شناسی بود، با برنده شدن بورس تحصیلی به مطالعه کامل‌تر و دقیق‌تری در مورد زبان افراد ال‌جی‌بی‌تی پرداخت.
آنا لیویا و کئیریا هال در ۱۹۹۷ این موضوع را مطرح کردند که تفات‌های زبان‌شناسی به گرایش‌های جنسی نیز مرتبط است.

## نظریه‌ها دربارهٔ دلایل تفاوت زبان استفاده مورد استفاده
طبق سنت این عقیده وجود داشت که روش صحبت‌کردن یک فرد نتیجهٔ هویت وی است، اما دیدگاه پست‌مدرن دیدگاه معکوسی دارد و معتقد است که شیوه سخن‌گویی یک از فاکتورهای شکل‌دهی هویت است، مخصوصاً هویت جنسیتی که که ثابت نیست و متغیر است.
در اوایل قرن ۲۰، تئوری‌های مرسوم جنسی دربارهٔ زبان (فروید و روانکاوری، غیره) با آنچه امروز توسط مطالعات مدرن مطرح است، اساساً کاملاً متفاوت هستند. یکی از آن نگاه‌های اولیه این بود که همجنس‌گرایی یک آسیب روانی است، که الگوهای خاص کلامی، بخشی از علایم وجود آن است. دیدگاه دیگر آن بود که افراد همجنس‌گرا از زبان رمزی استفاده می‌کنند که نشان‌دهنده همجنس‌گرایی آن‌ها است و به این طریق قادر خواهند بود با سایر افراد گروه ارتباط برقرار کنند.
در دههٔ ۱۹۸۰ نوع نگرش به جامعهٔ ال‌جی‌بی‌تی به عنوان اقلیتی که مورد ستم قرار گرفته‌اند، باعث شد که دانشمندان از طریق مختلفی به بررسی زبانِ گی، بپردازند، که بر روی مطالعات انگلیسی بومی آمریکایی-آفریقایی تاثیر گذاشت؛ و یک شیفت پارادیمی از «زبان به عنوان نتیجهٔ هویت» به «زبان به عنوان بازتاب هویت اجتماعی مشترک» و نیز به «زبان سازندهٔ هویت جنسی و جنسیتی» به وقوع پیوست.

## مشکلات مطالعهٔ الگوی زبان مرتبط با امور جنسی و هویت جنسی
دُن کولِک ادعا می‌کند که جستجو برای یافتن ارتباط بین دسته‌بندی‌های هویت جنسی و زبان با توجه، نا به جا است، زیرا که مطالعات نتوانسته است نشان دهد که زبان مورد استفادهٔ افراد همجنس‌گرای مرد و همجنس‌گرای زن منحصر به فرد است. وی همچنین معتقد است برخی افراد با انگیزهٔ خاص سیاسی ممکن است دوست داشته باشند که تصور کنند که جامعهٔ ال‌جی‌بی‌تی یک کُلِ واحد است و از طریق تفاوت‌های زبانی قابل تمییز هستند، درحالی که ممکن است این جامعهٔ زبانی مدنظر لزوماً وجود نداشته باشد. وی اشاره می‌کند که جامعهٔ ال‌جی‌بی‌تی و همچنین زبان آن‌ها همگن و یکنواخت نیست. ویژگی‌ها که برای «گفتار همجنس‌گرایی» متصور هستیم همواره توسط افراد همجنس‌گرا استفاده نمی‌شود، همان‌طور که شیوهٔ گفتار آن‌ها همواره از ویژگی‌های متصور برای «گفتار دگرجنس‌گرایی» خالی نیست. به‌علاوه وی یک ایراد دیگر نیز وارد می‌کند و آن این است که با استفاده از عبارت «زبان همجنس‌گرایی»، تعریف دچار توصیفی پرت می‌شود؛ و یک الگوی گفتاری صرفاً به دلیل این که توسط افراد ال‌جی‌بی‌تی استفاده می‌شود، نمی‌تواند نام زبان ال‌جی‌بی‌تی به خود بگیرد.
در مطالعات جامعهٔ گفتاری پیش‌فرض آن است که وجود آن جامعه ممکن است باعث بازتولید کلیشه‌های نادرست شود، از توانایی به تصویر کشیدن حقیقت وجود تنوع در زیرگروه‌های یک جامعه و هویت‌های مشترک بین افراد در آن‌ها، ناتوان است؛ و نیز مطالعات صورت گرفته عموماً بر روی زبان مردهای همجنس‌گرای طبقهٔ متوسطِ آمریکایی-اروپایی صورت گرفته‌است که آشکارسازی کرده‌اند، که این باعث می‌شود نتوانیم یک ارائهٔ جامع از کل جامعهٔ ال‌جی‌بی‌تی، داشته باشیم.